# Leandro Cuccioli
Leandro Germán Cuccioli (Buenos Aires, 19 de marzo de 1977) es un ingeniero argentino, que se desempeñó como Administrador Federal de Ingresos Públicos de la Nación Argentina hasta el 10 de diciembre de 2019, motivado por su renuncia ante nueva conducción del Poder Ejecutivo Nacional.
Recibido de Ingeniero industrial del Instituto Tecnológico de Buenos Aires (ITBA) en 1999 
```
entre julio de 2016 y febrero de 2017, fue coordinador de Políticas Públicas en la 
Jefatura de Gabinete de Ministros de la Nación Argentina
; y entre febrero de 2017 y marzo de 2018 fue Secretario de Servicios Financieros dependiente del 
Ministerio de Finanzas de la Nación Argentina
.
```

En el ámbito privado, comenzó su carrera en Strat Consulting en 2000, en Londres, asesorando a clientes privados y estatales en Argentina, Brasil y Chile en temas estratégicos en los sectores de gas natural, electricidad y servicios postales. 
Entre 2008 y 2016, se desempeñó en el departamento de private equity de The Capital Group en Londres, cubriendo América Latina e invirtiendo y dirigiendo compañías en Argentina, Brasil, Colombia y Chile. Leandro Cuccioli  desde 2008, y hasta su ingreso en el gobierno de Macri, pasó por el departamento de Prívate equity de The Capital Group en Londres. 
En 2018 fue designado por Mauricio Macri como nuevo titular de la AFIP, tras la dimisión de su antecesor Alberto Abad poco después de ser denunciado por encubrir al sindicalista preso Balcedo y tras el escándalo por la difusión del blanqueo de dinero multimillonario de familiares y amigos de Mauricio Macri del que lo culparon en Cambiemos provocando su salida. En 2020 se presentó una denuncia penal para que se investigue la  protección de las autoridades de la Administración Federal de Ingresos Públicos (AFIP) durante el macrismo entre ellos Cuccioli a cientos de evasores locales cuyos datos sobre cuentas en el exterior remitió hace casi tres años la Organización para la Cooperación y el Desarrollo Económicos (OCDE) y fueron escondidos por la AFIP macrista.